# Yuan Hua
Yuan Hua (chiń. 袁华; ur. 16 kwietnia 1974 w Liaoyang) – chińska judoczka. Złota medalistka olimpijska z Sydney 2000, w kategorii plus 78 kg.
Złota medalistka mistrzostw świata w 2001, srebrna w 1999 i brązowa w 1997.
Triumfatorka igrzysk azjatyckich w 1998. Złota medalistka igrzysk Azji Wschodniej w 1997 i 2001. Trzykrotna mistrzyni Azji w 1996 i 2007. Wygrała igrzyska wojskowe w 1999 i uniwersjadę w 1999 i 2001 roku.

## Letnie Igrzyska Olimpijskie 2000
| Konkurencja | Walki                 | Walki                    | Walki                 | Walki                 | Klas. końcowa |
| Konkurencja | 1/8                   | 1/4                      | 1/2                   | Finał                 | Miejsce       |
| ----------- | --------------------- | ------------------------ | --------------------- | --------------------- | ------------- |
| +78 kg      | Fiona Iredale (NZL) W | Priscila Marques (BRA) W | Sandra Köppen (GER) W | Daima Beltrán (CUB) W | I             |